# We Are Born
We Are Born је пети студијски албум аустралијске кантауторке Сије. Објављен је 18. јуна 2010. и успешнији је од њеног претходног албума, што се делимично приписује њеним односима са Џаом Самсоном. Продуцирао га је Грег Курстин, а један од инструменталиста који је учествовао у албуму био је и Ник Валенси, гитариста бенда The Strokes.
Први сингл, You've Changed објављен је у децембру 2009, а водећи сингл Clap Your Hands у априлу 2010. године. We Are Born је дебитовао на 2. месту рекордне листе Australian Albums и постао је Сијин први албум који се нашао на листи 10 најбољих песама у Аустралији. Албум је на додели музичке награде ARIA 2010. победио у категоријама „најбоље поп издање” и „најбоље независно издање”. Такође је освојио и златни сертификат на Australian ARIA charts 2011. године.

## Комерцијални успех
We Are Born је био приметно успешнији од Сијиног предходног албума и достигао је на ранг листе у земљама у којима до тада није објављен ниједан њен албум.
Дебитовао је на 2. месту листе Australian Albums Chart, након Еминемовог издања Recovery, 37. месту на америчкој рекордној листи Билборд 200, 9. месту на Грчкој међународној скали албума и 7. месту на листи Dutch Albums Chart. Поред тога, албум се нашао на листи 100 најбољих албума у Швајцарској на 38. месту, Белгији на 78, Данској на 14, Финској на 24, Немачкој на 73. и Канади на 60. месту. Албум је такође достигао и на UK Albums Chart на 74. месту, постајући први Сијин албум који је достигао међу 100 најбољих албума у Уједињеном Краљевству.
We Are Born је добио златни сертификат за преко 35.000 продатих примерака.